# Giselle Gorringe
Giselle Gorringe (* 26. Juni 2003) ist eine britische Skirennläuferin.

## Biographie
Gorringe stammt aus Wales Mit dem Skisport kam sie im Alter von Zweieinhalb Jahren in Berührung, während eines Skiurlaubs in den französischen Alpen. 2016 siegte sie bei den walisischen Meisterschaften in der U14 Kategorie. Ihr internationales Renndebüt feierte sie am 11. August 2019 bei den neuseeländischen Meisterschaften am Coronet Peak.
Ihr erstes internationales Großereignis bestritt sie 2023 bei den Juniorenweltmeisterschaften in St. Anton am Arlberg, wobei sie ihre beste Platzierung mit Rang 15 im Mannschaftswettbewerb erreichte. Ihre beste Platzierung in einem Einzelrennen erreichte sie im Super-G als 23. Bis zu diesem Zeitpunkt war Gorringe hauptsächlich bei FIS bzw. Citzienrennen an den Start gegangen.
Den bisher größten Erfolg ihrer Karriere feierte Gorringe im Rahmen des South American Cup. In der Saison 2023 konnte sie die Slalomwertung für sich entscheiden. Ein Jahr später gewann sie die Gesamtwertung sowie die Slalomwertung. Zudem belegte sie den zweiten Platz in der Super-G bzw. Riesenslalomwertung und belegte den dritten Rang in der Abfahrtswertung.
2025 nahm Gorringe erstmals an Alpinen Skiweltmeisterschaften teil. Bei den Wettkämpfen in Saalbach schied sie mit der Mannschaft bereits im Achtelfinale aus und belegte in der Endabrechnung den 14. Platz. Ihren Lauf gegen die Französin Clara Direz hatte sie nur knapp verloren.
Gorringe lebt in London.

## Erfolge

### Weltmeisterschaften
- Saalbach 2025: 14. Mannschaft, DNF Super-G

### Juniorenweltmeisterschaften
- St. Anton 2023: 15. Mannschaft, 23. Super-G, DNF Abfahrt, DNF Riesenslalom
- Haute-Savoie 2024: 11. Mannschaft, DNF Super-G, DNF Riesenslalom, DNF Slalom, DNF Alpine Team Kombination

### South American Cup
- Saison 2023: 1. Slalomwertung, 2. Gesamtwertung, 5. Super-G-Wertung
- Saison 2024: 1. Gesamtwertung, 1. Slalomwertung, 2. Super-G-Wertung, 2. Riesenslalomwertung, 3. Abfahrtswertung
- 14 Podestplätze, davon 6 Siege

| Datum              | Ort            | Land        | Disziplin    |
| ------------------ | -------------- | ----------- | ------------ |
| 4. August 2023     | Chapelco       | Argentinien | Riesenslalom |
| 7. August 2023     | Cerro Catedral | Argentinien | Slalom       |
| 8. August 2023     | Cerro Catedral | Argentinien | Slalom       |
| 4. August 2024     | Chapelco       | Argentinien | Riesenslalom |
| 9. August 2024     | Cerro Catedral | Argentinien | Slalom       |
| 27. September 2024 | Corralco       | Chile       | Super-G      |

### Far East Cup
- 2 Platzierungen unter den besten 5

### Australian New Zealand Cup
- Eine Platzierung unter den besten 10

### Nor-Am Cup
- 3 Platzierungen unter den besten 30

### Weitere Erfolge
- Britische Meisterin im Super-G (2022)
- Britische Meisterin im Riesenslalom (2024)
- Britische Meisterin im Slalom (2023)
- 4 Siege bei FIS-Rennen